# Xanthonicias prostrata
Xanthonicias prostrata är en skalbaggsart som beskrevs av Maria Helena M. Galileo 1987. Xanthonicias prostrata ingår i släktet Xanthonicias och familjen långhorningar. Inga underarter finns listade i Catalogue of Life.